# كيث فرازير (متزحلق جبال الألب)
كيث فرازير هو متزحلق جبال الألب إسواتيني، ولد في 4 فبراير 1968.

## وصلات خارجية
- كيث فرازير على موقع أوليمبيديا (الإنجليزية)